# Augusto Rademaker
El almirante Augusto Hamann Rademaker Grünewald (Río de Janeiro, 11 de mayo de 1905 - ibídem, 13 de septiembre de 1985) fue un militar brasileño que integró a Junta Provisoria de Gobierno que presidió el país del 31 de agosto al 30 de octubre de 1969, después de la muerte presidente Artur da Costa e Silva. Posteriormente fue elegido vicepresidente en la fórmula encabezada por el general Emílio Garrastazu Médici. En la época en que ocupaba el cargo, en 1971, fue creada la banda vicepresidencial brasileña.

## Biografía
Realizó cursos de especialización realizados en los Estados Unidos, participó de operaciones en la Segunda Guerra Mundial como comandante de las corbetas Camocim y Carioca y también como encargado general del armamento del crucero Bahia. Activo colaborador del golpe militar que depuso al presidente João Goulart en 31 de marzo de 1964, fue miembro del "Consejo Supremo de la Revolución" y Ministro de Marina en la segunda presidencia de Paschoal Ranieri Mazzilli, cargo que ejerció junto con el ministro de Tráfico y Obras Públicas (el actual Ministerio de los Transportes brasileño sería creado en 1967). Retornó al Ministerio de Marina en el gobierno de Artur da Costa e Silva, y el 31 de agosto de 1969 ascendió al poder como integrante de una Junta Militar que gobernó el país hasta la posesión de Emílio Garrastazu Médici en 30 de octubre de aquel año, con Rademaker ocupando el puesto de vicepresidente, que ejercen la hasta 15 de marzo de 1974.

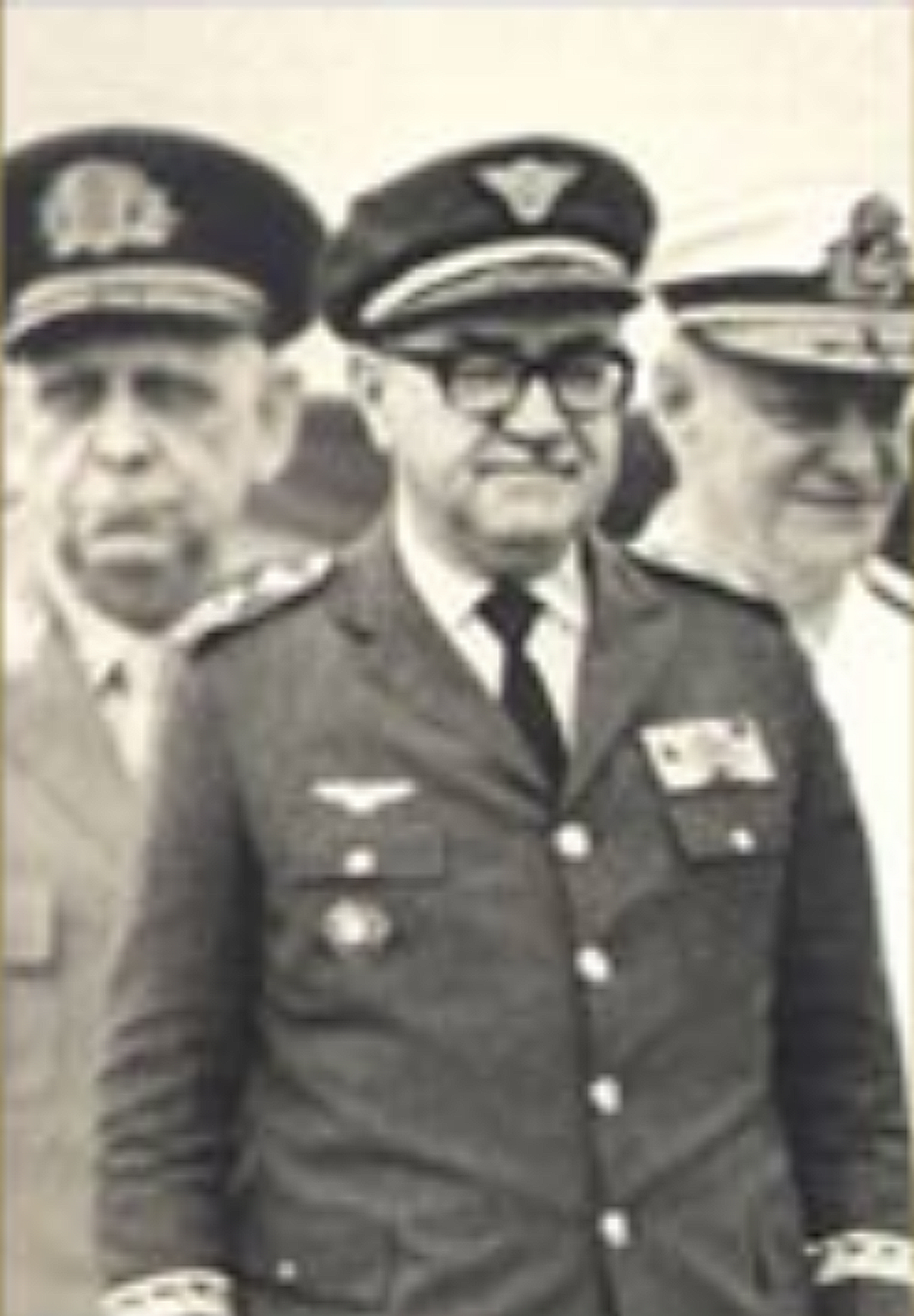
Junta gubernamental provisoria de 1969: Aurélio Lira, Augusto Rademaker y Márcio Melo.

Investido dentro del gobierno como integrante de una Junta Militar bajo el Acta institucional nº 12/69, sin embargo, no hay registro oficial de aquel hecho en el Libro de Posesión, que permita referencias de tal acontecimiento. Como vicepresidente de la República ocupó por tres veces la condición de titular por motivos de viajes al exterior del Presidente de la República.
Se casó con la señora Ruth Lair Rist Rademaker, también carioca, teniendo como hijos a: Eliana Rist Rademaker, Anecy Rist Rademaker, André Rist Rademaker, Pedro Rist Rademaker (fallecido al nacer), Ana Laura Rist Rademaker y Guilherme Rist Rademaker.